# Fußach

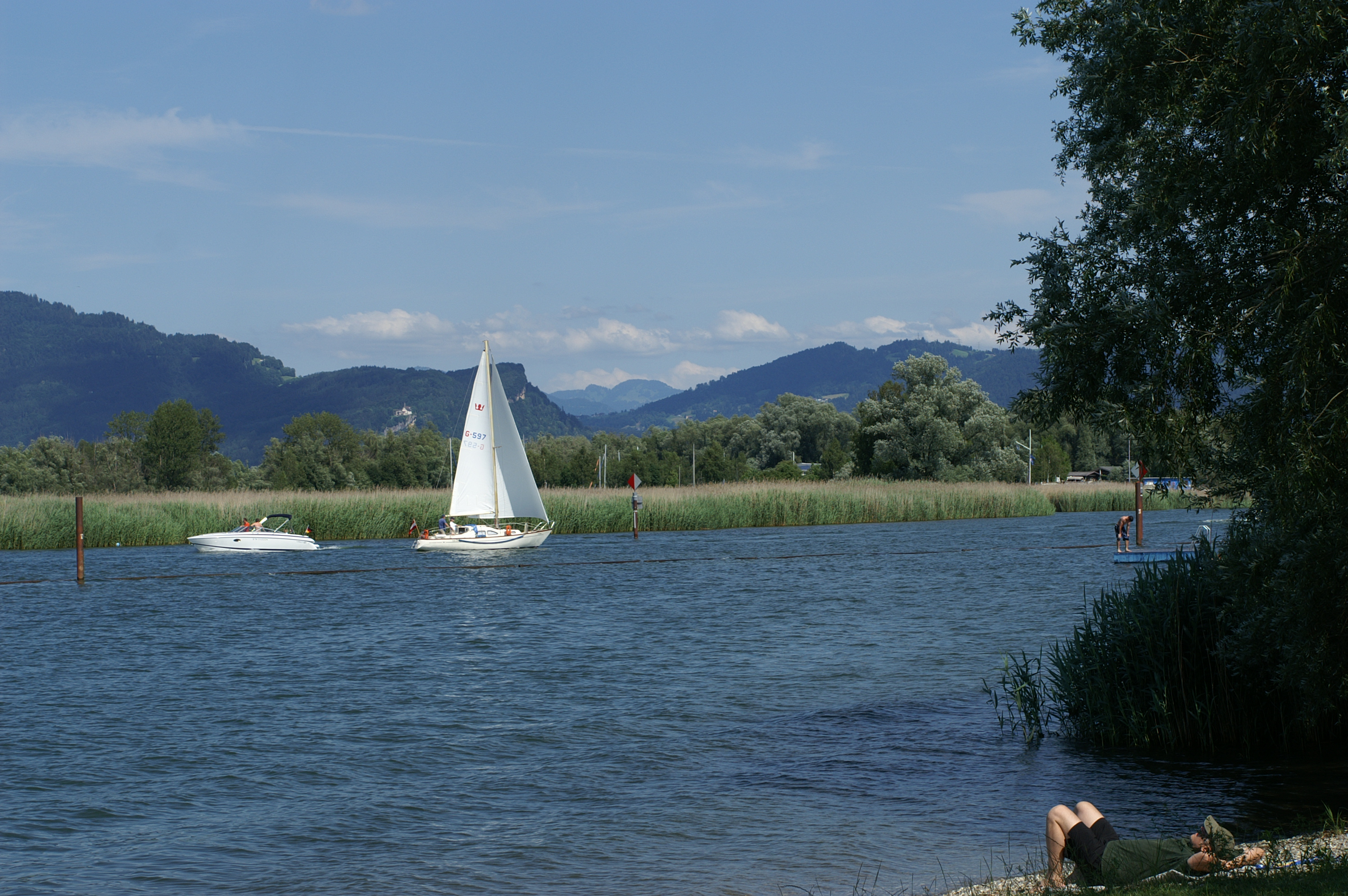
Hörnlibad an der Hafeneinfahrt

Fußach ist eine Gemeinde im österreichischen Bundesland Vorarlberg (Bezirk Bregenz) mit 3977 Einwohnern (Stand 1. Jänner 2024).

## Geographie
Fußach liegt am südlichen Ufer des Bodensees auf 398 Metern Höhe. Gemeinsam mit den Gemeinden Gaißau und Höchst liegt die Ortschaft innerhalb des Rheindeltas. Der Name Fußach stammt vermutlich vom ehemaligen Namen Fussach für den Fluss, der heute als Dornbirner Ach bei Hard in den Bodensee fließt. Vor dem so genannten Fußacher Durchstich im Zuge der Rheinregulierung 1900 mündete diese bei Fußach in den Bodensee, wo sie den Ort von Hofsteig trennte. Teile von Fußach gehören zum Europaschutzgebiet Rheindelta, insbesondere die Schilfflächen und Streuewiesen.

### Nachbargemeinden
Die Gemeinde Fußach grenzt an vier weitere Vorarlberger Gemeinden, von denen sich drei ebenso wie Fußach im Bezirk Bregenz befinden und eine – nämlich die Marktgemeinde Lustenau – im angrenzenden Bezirk Dornbirn liegt. Die drei angrenzenden Gemeinden des Bezirks Bregenz sind die Marktgemeinde Hard, die Gemeinde Lauterach sowie die Gemeinde Höchst.
|        |                                             |           |
| Höchst | Kompassrose, die auf Nachbargemeinden zeigt | Hard      |
|        | Lustenau (DO)                               | Lauterach |

## Geschichte
Der Name Fußach wird erstmals 840 als Fossonas genannt (Steuerverzeichnis des Klosters Pfäffers). Das Dorf, 1090 in einer Urkunde Villa Fozzaha genannt, hatte seine erste Blütezeit im Mittelalter.
Fußach war damals einer der wichtigsten Warenumschlagplätze im Bodenseeraum. Bereits im 11. Jahrhundert standen Schiffleute und Fuhrleute aus Fozzaha oder Fuozza, wie der Name auch geschrieben wurde, in den Diensten verschiedener Grafen, Fürsten und Klöster Süddeutschlands.
Schon im 15. Jahrhundert lag der Transport von Waren und Reisenden zwischen Lindau und Mailand in den Händen der Botenanstalt Spehler & Vis (Weiss). Diese hatte ihren Sitz in Fußach und aus ihr ging 1823 die Spedition Gebrüder Weiss hervor. Ursprünglich besorgten Reiter den Postverkehr, später wurden auch Waren und schließlich Fahrgäste befördert.
An die Blütezeit des Transportwesens in Fußach erinnert noch die Zuschg, die Lagerhalle für den Warenumschlag, die 1795 anstelle der früheren Holzhalle erbaut wurde.
Der berühmteste Fahrgast war Johann Wolfgang von Goethe. Er trat den Rückweg von seiner ersten Italienreise mit dem Mailänder Boten an und nächtigte am Montag, dem 12. Juni 1788, im Gasthaus Krone in Fußach, neben der Kirche. Um das Jahr 1850 ging die Hochblüte der Gemeinde zu Ende. Der Bau des Bregenzer Hafens, vor allen Dingen aber die Bahnstrecke Lindau–Bludenz und die Fertigstellung der Arlbergbahn im Jahr 1884 warfen Fußach wirtschaftlich zurück. Landwirtschaft und Fischerei waren nun die hauptsächlichen Erwerbsquellen.
An die Burg zu Fußach erinnert lediglich noch der „Burghügel“. 1390 starb Graf Rudolf, der letzte des Geschlechtes derer von Montfort-Feldkirch, auf dieser Burg. Er hatte seinen Besitz zuvor an die Habsburger, also an Österreich abgetreten. Ein Vogt verwaltete die Burg im Auftrag der Habsburger. Im Appenzellerkrieg von 1460 wurde die Burg zerstört, wieder aufgebaut und 1799 ganz abgetragen. Die Steine wurden zum Bau des Blum’schen Hauses und der Mühlwuhr verwendet.
Als selbständige politische Gemeinde entstand Fußach im Jahr 1772 mit damals rund 400 Einwohnern durch die Gemeindeteilung von Höchst.
1938 bis 1945 wurden die drei Rheindeltagemeinden Fußach, Höchst und Gaißau zwangsweise zur Gemeinde Rheinau zusammengelegt. Nach dem Zweiten Weltkrieg erhielt Fußach die politische Selbständigkeit zurück.
Die Hochwassergefahr war früher eine der Hauptsorgen der Rheindeltagemeinden. Von den vielen Rheinüberschwemmungen waren die folgenschwersten die der Jahre 1817, 1834, 1868, 1888 und 1890. Mit der Schaffung des Fußacher Rheindurchstiches im Jahre 1900 wurde ein wirksamer Schutz gegen Rheinüberschwemmungen erreicht. Dies brachte Fußach um die direkte Verbindung zum Bodensee, denn die Dornbirner Ache, bis dahin Zufahrt zum Fußacher Hafen, wurde in ein anderes Bett gelegt und parallel zum neuen Rhein in den Bodensee geleitet. Wo ehemals der See eine Tiefe von 40 Meter hatte, wächst heute Auwald und steht eine Ferienhauskolonie (In der Schanz), die umgangssprachlich „Klein-Venedig“ genannt wird, zumal sie bei Bodensee-Hochwasser überschwemmt wird – etwa 1999. Am 19. Juni 2016 wurden hier 252 Häuser evakuiert, der Bodensee erreichte in der Nacht danach 5,16 m Pegelhöchststand.
Von 1805 bis 1814 gehörte der Ort zu Bayern, dann wieder zu Österreich. Von 1938 bis 1946 war Fußach mit den Nachbargemeinden Gaißau und Höchst in der Gemeinde Rheinau zusammengeschlossen.
1964 wurde die Fußacher Werft Schauplatz der so genannten Fußachaffäre, einer verhinderten Schiffstaufe, die überregionale politische Wirkungen hatte.

### Bevölkerungsentwicklung
Der Ausländeranteil lag Ende 2002 bei 14,5 Prozent.

## Wirtschaft und Infrastruktur
Am Ort gab es im Jahr 2003 62 Betriebe der gewerblichen Wirtschaft mit 327 Beschäftigten und 25 Lehrlingen. Lohnsteuerpflichtige Erwerbstätige gab es 1.850. Landwirtschaft spielt eine wichtige Rolle. Der Anteil der landwirtschaftlichen Flächen an der Gesamtfläche liegt bei 43,0 %. An das Eisenbahnnetz ist die Gemeinde durch die Haltestelle Hard-Fussach an der Bahnstrecke St. Margrethen–Lauterach angebunden, die von der S-Bahn Vorarlberg bedient wird. Die Rheinbrücke Hard–Fußach im Zuge der Schweizer Straße (L 202) ist die letzte Brücke über den Neuen Rhein vor seiner Einmündung in den Bodensee. Sie wurde 1972 errichtet und wird durch eine 260 m lange, 24 m breite Schrägseilbrücke mit 4 Masten (Baubeginn 2020, geplante Verkehrsübergabe Ende Oktober 2022) ersetzt.

### Hafen

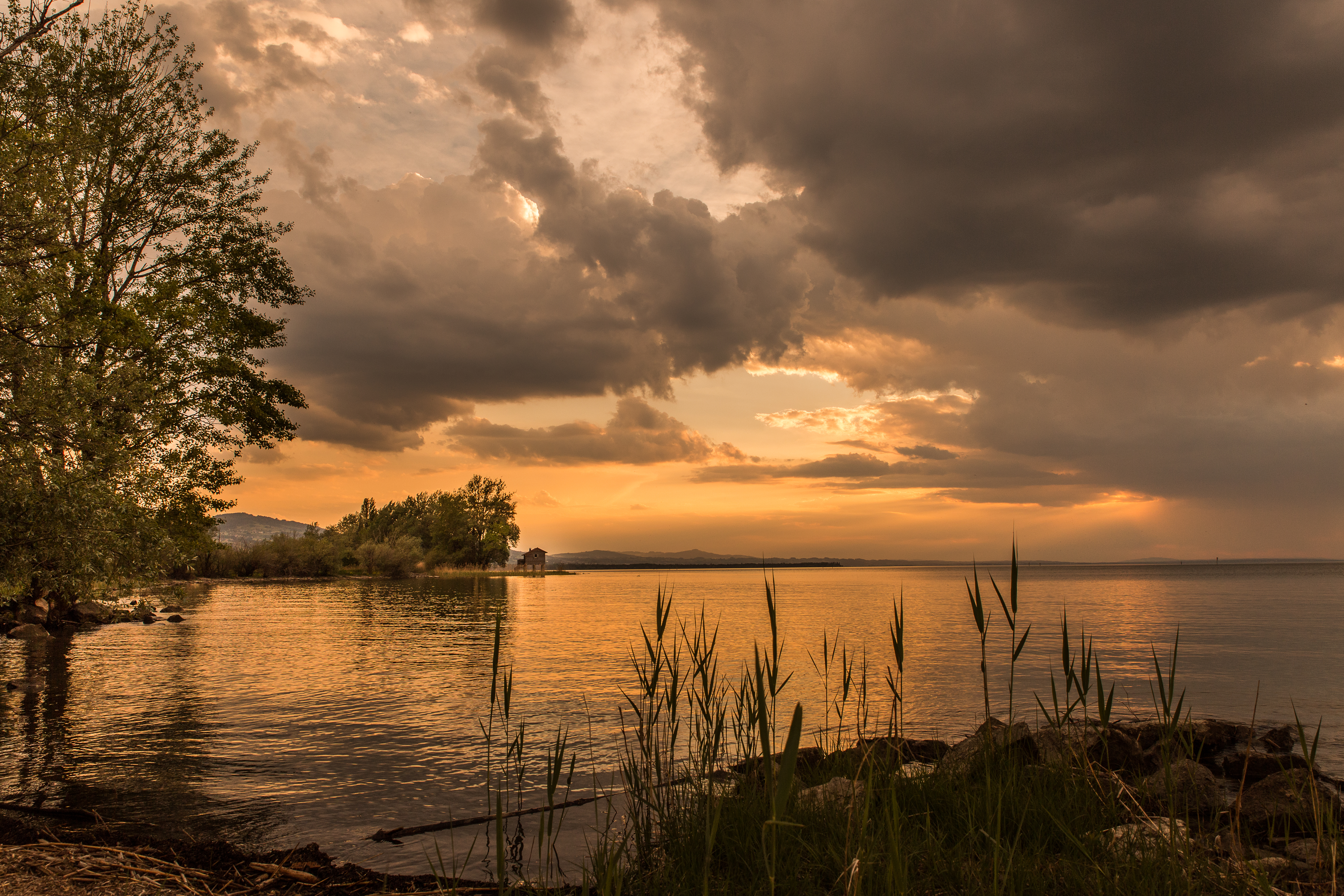
Rohrspitz im Naturschutzgebiet Rheindelta

Bezogen auf die Einwohnerzahl hat Fußach die meisten Bootsplätze am österreichischen Bodenseeufer. Neben vielen kleinen Anlegeplätzen gibt es zwei große private Hafenanlagen: der sog. Rohnerhafen, ein kleiner Bereich darin ist im Besitz der Gemeinde Fußach, grenzt östlich an die Nachbargemeinde Hard, die Anlagen der Salzmann Yachting GmbH liegen inmitten eines Natura 2000 Gebietes im Naturschutzgebiet Rheindelta und sind trotzdem und zu großen Teil widerrechtlich kontinuierlich zu problematischen Dimensionen angewachsen.
Weitere Aus- und Umbaupläne am Rohrspitz wurden seit 2004 von der  Naturschutzanwaltschaft und mehreren Naturschutzorganisationen beeinsprucht, die auch eine Sachverhaltsdarstellung wegen Amtsmissbrauchs gegen die Bezirkshauptmannschaft Bregenz verfassten. Der Verwaltungsgerichtshof wies die Beschwerden im Dezember 2019 zurück. Eine Beschwerde bei der EU ist anhängig (Stand Jan 2021).

### Bildung
In Fußach gibt es eine Volksschule und zwei Kindergartenstandorte. Zusätzlich existieren auch zwei Spielgruppen in der Gemeinde. Der größte Teil von Fußach gehört zum Schulsprengel der Mittelschule Mittelweiherburg in Hard, Schüler des Ortsteils Fußach Süd gehören zum Schulsprengel der Mittelschule in Höchst. In Fußach selbst besuchen 108 Schüler eine Volksschule (Stand: 2020/21).

### Militär
Zur Ortung unbekannter Sender im Kurzwellenbereich wurde am 15. Februar 1961 eine Funkpeilanlage in Betrieb genommen. Durch die Bodenfeuchtigkeit in der Nähe des Bodensees ist die Bodenleitfähigkeit für Funkwellen besonders günstig, weshalb die Peilanlage in das abgelegene, störnebelfreie Moorgebiet verlegt wurde.

## Politik

### Gemeindevertretung
In Vorarlberg wählen die Bürger alle fünf Jahre die Mitglieder der Gemeindevertretung durch Ankreuzen eines Listen-Wahlvorschlages bzw. durch Mehrheitswahl wenn kein Listenvorschlag vorliegt. Weiters den Bürgermeister durch Ankreuzen eines Wahlvorschlages.
Die Gemeindevertretung wählt in der konstituierenden Sitzung aus ihrer Mitte – sofern keine Wahl durch die Bürger zustande kam – gemäß § 61 Gemeindegesetz einen Bürgermeister und dann einen mindestens dreiköpfigen Gemeindevorstand. Die Zahl dieser „Gemeinderäte“ darf aber gemäß § 55 den vierten Teil der Zahl der Gemeindevertreter nicht übersteigen.
Der Bürgermeister führt den Vorsitz bei den generell öffentlichen Sitzungen der Gemeindevertretung, in denen kommunale Belange besprochen und Beschlüsse gefasst werden. Beobachter haben kein Mitspracherecht und kein Stimmrecht. Die Gemeindevertretung kann nach Bedarf Ausschüsse bestellen. Sitzungen des Gemeindevorstandes und der Ausschüsse sind nicht öffentlich.

#### Sitzverteilung nach den Wahlen
- Gemeindevertretungswahlen 1985: Freie Wahlwerber & FPÖ 14, ÖVP & freie Wählerschaft 6, SPÖ 4.[13]
- Gemeindevertretungswahlen 1990: FPÖ 14, ÖVP 5, SPÖ 3, Offene Bürgerliste 2.[14]
- Gemeindevertretungswahlen 1995: Freiheitliche 12, Für Fußach 6, Mir Fußacher – ÖVP 4, SPÖ 2.[15]
- Gemeindevertretungswahlen 2000: Bgm. Ernst Blum, Freiheitliche 12, Unabhängige & ÖVP 7, Für Fußach 5.[16]
- Gemeindevertretungswahlen 2005: Bgm. Ernst Blum & Freie WG 12, Unabhängige & ÖVP 8, Für Fußach 4.[17]
- Gemeindevertretungswahlen 2010: Bgm. Ernst Blum & Freie WG 13, ÖVP & Unabhängige 8, Für Fußach 3.[18]
- Gemeindevertretungswahlen 2015: Bgm. Ernst Blum & Freie WG 13, Gemeinsam für Fußach – ÖVP 10, Natürlich Fußach! Grüne 1.[19]
- Gemeindevertretungswahlen 2020: Zukunft Fussach 15, Fußacher WG 7, Für Fußach 2.[20]
- Gemeindevertretungswahlen 2025: Zukunft Fussach 13, BLF & Freiheitliche 11.[21]

### Bürgermeister
- bis 18. Oktober 1938 Eduard Weiß Anmerkung 1
- 1947–1950 Eduard Weiß[22]  Anmerkung 1,  Anmerkung 2
- 1950–1955 Fritz Rohner (VdU)[22]  Anmerkung 2
- 1955–1981 Kurt Nagel (VdU, ab 1956 FPÖ)[22]
- 1981–1993 August Grabher (FPÖ)[22][23]
- 1993–2020 Ernst Blum (FPÖ)[22][24]
- 2020–2024 Peter Böhler (Zukunft Fußach)[25][26][27]
- seit 2024 Thomas Fitz (Zukunft Fußach)[28][29]

Anmerkung 1 Nach der Okkupation Österreichs durch die deutschen Truppen am 11. März 1938 führte zunächst Josef Weiß die Bürgermeisteramtsgeschäfte weiter. Die neuen NS-Machthaber legten mit dem Gebietsänderungsgesetz vom 18. Oktober 1938 die Gemeinden Fußach, Höchst und Gaißau zur neuen Gemeinde Rheinau zusammen. War bis 1947 wirksam.
Anmerkung 2 1950 werden erstmals seit 1929 wieder freie und demokratische Gemeinderatswahlen durchgeführt. 1945 waren die Bürgermeister und Gemeindevertreter von den Franzosen eingesetzt worden und 1947 hatte lediglich eine Anpassung an die Ergebnisse der Landtagswahlen stattgefunden.

### Wappen
Der Gemeinde wurde 1967 folgendes Wappen verliehen: In Rot auf blauem gewelltem Schildfuß ein weißes Segelschiff mit schwarzem Ruder und Mast und einem weißblau-weißen Wimpel.

## Söhne und Töchter Fußachs
- Josef Rupp (* 30. Jänner 1885; † 26. Juli 1962 in Lochau), Unternehmer und Politiker
- Erich Gerer (* 23. März 1945) Bildhauer, schnitzte u. a. die größte Eule der Welt
- Ernst Blum (* 12. März 1957), Politiker, ehemaliger Bürgermeister der Gemeinde Fußach und ehemaliger Abgeordneter zum Vorarlberger Landtag
- Augustin Jagg (* 3. November 1960), Theaterregisseur und Gründer/künstlerischer Leiter des Theater KOSMOS in Bregenz